# Marcin Kret
Marcin Kret (ur. 5 lipca 1992 w Gorlicach) – polski zawodnik kick-boxingu K-1 oraz muay thai. Jest zdobywcą brązowego medalu na Mistrzostwach Świata WAKO w 2015 r. w Belgradzie, w formule K-1 71 kg. Dwukrotnie zdobył tytuł Mistrza Polski w formule K-1 (2014, 2015). W marcu 2012 zajął III miejsce w Mistrzostwach Polski Low-Kick Seniorów. Zawodnik UKS Puncher Wrocław. W 2017 roku wziął udział w zawodach World Games rozgrywanych we Wrocławiu w wadze do 71 kg, gdzie odpadł w ćwierćfinale.